# Sant Pere de Cambrils
Sant Pere de Cambrils és una església protegida com a bé cultural d'interès local del municipi de Cambrils (el Baix Camp).

## Descripció
És un edifici modern de tres naus amb cobertes a dues vessants. Cor alt als peus, amb escales laterals d'accés.

## Història
L'antiga parròquia del port estava situada al carrer de Sant Jordi, números 1-3, on avui hi ha la Caixa de Pensions. Les obres d'aquesta primera església, aprofitant el local d'un magatzem, eren acabades a finals de 1864. Primerament va tenir l'advocació de la Verge del Roser (imatge donada en testament per Clanxet), però després, al tractar–se d'un barri de pescadors, va tenir la de Sant Pere, que segueix actualment a la nova església. L'edifici d'aquesta fou construït després de la guerra civil de 1936-39, inaugurat per l'arquebisbe Manuel Arce Ochotorena. Encara s'hi feien obres l'any 1960.
El 16 de març de 2008 s'inaugurà el campanar, la construcció del qual s'havia iniciat l'anterior setembre. De base quadrada, fa 33 metres d'alçada i té un rellotge a cadascun dels costats. Està coronat amb una estructura metàl·lica amb quatre campanes, anomenades Petra, Jordina, Carme i Camí. A la part frontal hi ha una escultura de Sant Pere, obra de l'escultor Ramon Ferran.